# .gl

.gl는 그린란드의 인터넷 국가 코드 최상위 도메인이다. TELE Greenland A/S에서 관리한다. 그린란드에 사용자가 약간 있다.
도메인 이름은 때때로 "good luck", "graphics library" 또는 "Gloucestershire"를 의미하는 것으로 판매되었다.
2009년 12월, 구글은 도메인 해킹 goo.gl을 사용하여 URL 단축 서비스를 출시했다. 2019년 3월 30일에 서비스가 종료되었다.
2013년 4월, 등록 기관은 비트토렌트 검색 엔진 파이러트베이의 새로운 기본 도메인 이름으로 사용하려는 thepiratebay.gl의 연결을 자발적으로 중단했다.

## 같이 보기
- .dk
- .eu
- .fo